# Iglesia de San Miguel Arcángel (Alastuey)
La iglesia parroquial de San Miguel Arcángel en Alastuey, localidad del municipio de Bailo en la provincia española de Huesca de la comunidad autónoma de Aragón, fue fundada en el siglo XII. 

## Arquitectura
La iglesia, dedicada al arcángel Miguel, es un edificio de piedra de estilo románico tardío (finales del siglo XI o principios del siglo XII). Consta de dos nave y un coro semicircular, ambos recubiertos con losas de piedra. El ábside se ubica el exterior con frisos decorativos con un patrón de ajedrezado jaqués. La torre rectangular probablemente fuera erigida en tiempos posteriores al resto del edificio. Tiene un tornavoz en ambos lados de su piso superior. Frente a la portada con arco de medio punto en el lado sur se abre un porche adosado. 
De la decoración original se conserva una fuente bautismal románica.